# Toxocarpus beddomei
Toxocarpus beddomei är en oleanderväxtart som beskrevs av James Sykes Gamble. Toxocarpus beddomei ingår i släktet Toxocarpus och familjen oleanderväxter. Inga underarter finns listade i Catalogue of Life.